# Lagos Husky
Los lagos Husky son un sistema de cuencas estuarinas salobres en el noreste de los Territorios del Noroeste de Canadá. Conocidos antiguamente como Lagos Esquimales, reciben el nombre de Imaryuk en Inuvialuktun, lengua de los Inuvialuit, habitantes originales de la región.
Los lagos Husky son una serie de cinco cuencas lacustres interconectadas, con una transición de salinidad de 1 en la Escala Práctica de Salinidad (psu) a nivel de la cuenca sur hasta 17 psu en la cuenca norte. Dentro de la cuenca se encuentran numerosos lagos de agua dulce más pequeños conectados con los lagos Husky mediante pequeños arroyos de tundra.

## Historia
Los lagos Husky son parte de una falla normal en el delta del río Mackenzie y la península de Tuktoyaktuk denominada falla de los lagos esquimales en 1975, la más grande de varias cadenas de fallas subparalelas que componen un conjunto llamado zona de falla de los lagos esquimales. Los lagos prominentes en el área son aproximadamente paralelos a la falla, por lo que se reconoció que la falla de los lagos esquimales sea renombrado a falla de los lagos Husky porque el término "esquimal" resulta ofensivo para los inuit de la localidad.

## Ubicación
Los lagos Husky forman una cadena de cinco cuencas que drenan hacia el noreste y coinciden aproximadamente con la zona de falla de los lagos esquimales, que corre a lo largo de un eje suroeste-noreste a través de la región. La cuenca comparte un límite occidental con el drenaje del río Mackenzie y cubre 9543 kilómetros cuadrados (3684,6 mi²), incluidos numerosos lagos de agua dulce más pequeños.
Las dos cuencas inferiores están delimitadas a ambos lados por valles de túneles inundados que se encuentran entre estrechas penínsulas de tierra en forma de "dedo". A través de la región del "dedo" oriental (llamada Singiit en la lengua Inuvialuktun), los lagos desembocan en la bahía de Liverpool, un brazo del mar de Beaufort. Por su parte, el lago Sitidgi, un lago de agua dulce al sur de los lagos Husky, desemboca en la cuenca más meridional a través de un lago poco profundo 6 kilómetros (3,7 mi) canal llamado Sitidgi Creek. Juntas, las cuencas cubren un área de 1933 kilómetros cuadrados (746,3 mi²) y drenar un área de 9543 kilómetros cuadrados (3684,6 mi²). Tienen un promedio 13 metros (14,2 yd) de profundidad con profundidades máximas que no excedan 100 metros (109,4 yd). Los lagos Husky se encuentran al norte de la línea de árboles  y la vegetación de la zona es la típica tundra ártica.

## Asentamientos humanos
Hoy en día, el área alrededor de los lagos Husky sigue siendo cultural y económicamente importante para los inuvialuit de Tuktoyaktuk e Inuvik.  En la primavera, la pesca de trucha de lago, pescado blanco de lago, bacalao y lucio es una importante fuente tradicional de alimento para los inuvialuit. En la primavera también es frecuente la caza de osos, gansos y patos. Recientemente se ha prohibido la caza de caribúes. El acceso a la zona es más difícil en el verano después del deshielo primaveral, pero es probable que esto mejore después de la apertura de la extensión de la autopista Dempster en 2018 que conduce hasta Tuktoyaktuk, que pasa cerca del lado occidental de los lagos del sur. La recolección de bayas (mora de los pantanos, mora azul, arándano rojo) y la caza de perdices son actividades populares en el otoño, y la captura se practica desde finales del otoño hasta principios de la primavera. Se han construido cabañas alrededor de los lagos y hay un albergue en Saunaktuk.

### Restos humanos
A nivel de Saunaktuk («lugar de los huesos»),un sitio en el área occidental del «dedo» peninsular,se encontraron restos de al menos 35 mujeres, ancianos y niños inuvialuit que datan del siglo XIV o XV. Los restos mostraban signos de violencia y posiblemente canibalismo, y son consistentes con las historias orales de los Inuvialuit que describen un ataque dene en ese sitio.